# Monmu
L'empereur Monmu (文武天皇, Monmu Tennō, 683 - 18 juillet 707) était le quarante-deuxième empereur du Japon, selon l'ordre traditionnel de la succession, et a régné de 697 à sa mort. Son nom personnel était prince Karu no Ōji.

## Généalogie
Monmu était un fils du prince Kusakabe et donc un petit-fils de l'empereur Tenmu et de l'impératrice Genmei. Il eut pour épouses :
- Fujiwara no Miyako, fille de Fujiwara no Fuhito et de Kamohime, fille de Kamo no Emishi, entrée au palais en 697 ; titrée taifujin en 724 ; impératrice mère en 724 ; impératrice douairière en 749 ; morte en 754 ; et dont il eut un enfant :
  - prince Obito, né en 701 (futur empereur Shōmu) ;
- Ki no Kamado no Iratsume, fille de Ki no Kamado ; titrée consort de 3e rang ; bannie en 713 ;
- Ishikawa no Tone no Iratsume, fille de Ishikawa no Tosu ; titrée consort de 3e rang ; bannie en 713 ; mère de :
  - prince Hironari ;
  - prince Hiroyo.

## Biographie
Quand le père du futur Monmu, le prince héritier Kusakabe meurt, il n'est âgé que de six ans. Il monte sur le trône en 697, succédant à sa grand-mère Jitō, qui avait été couronnée pour occuper le trône en attendant qu'il soit en âge de régner.
En 702, il fait établir le code de l'ère Taihō.
En 707, il meurt de maladie et sa mère le remplace sur le trône, devenant l'impératrice Genmei. Il laisse derrière lui un jeune fils, par Fujiwara no Miyako (une fille de Fujiwara no Fuhito) : le prince Obito, futur empereur Shōmu.
Son règne dura dix ans. Il mourut à l'âge de 25 ans.
Le site actuel de la tombe de Monmu est connu. Cet empereur est traditionnellement vénéré dans un sanctuaire commémoratif shinto (misasagi) à Nara. L'Agence de la Maison impériale a désigné ce lieu comme le mausolée officiel de Monmu.